# Aleksander Borzeniec Leśnicki
Aleksander Borzeniec Leśnicki herbu Jełowicki – podczaszy trembowelski w 1717 roku, podstoli trembowelski w 1716 roku, starosta żytomierski w latach 1732–1748.
Poseł województwa wołyńskiego na sejm 1732 roku. Poseł województwa kijowskiego na sejm 1746 roku.